# إيفاريستو مونيوث
إيفاريستو مونيوث (بالإسبانية: Evaristo Muñoz)‏ هو رسام إسباني، ولد في 1684 في بلنسية في إسبانيا، وتوفي بنفس المكان في 1737.